# Füzérkomlós
Füzérkomlós este un sat în districtul Sátoraljaújhely, județul Borsod-Abaúj-Zemplén, Ungaria, având o populație de 361 de locuitori (2011). 

## Demografie
Componența etnică a satului Füzérkomlós
     Maghiari (76,38%)
     Romi (23,62%)
Componența confesională a satului Füzérkomlós
     Romano-catolici (37,95%)
     Reformați (17,45%)
     Greco-catolici (10,25%)
     Fără religie (7,48%)
     Necunoscută (26,87%)
Conform recensământului din 2011, satul Füzérkomlós avea 361 de locuitori. Din punct de vedere etnic, majoritatea locuitorilor (76,38%) erau maghiari, cu o minoritate de romi (23,62%). Nu există o religie majoritară, locuitorii fiind romano-catolici (37,95%), reformați (17,45%), greco-catolici (10,25%) și persoane fără religie (7,48%). Pentru 26,87% din locuitori nu este cunoscută apartenența confesională.